# Hermione Baddeley
Hermione Baddeley (ur. 13 listopada 1906, zm. 19 sierpnia 1986) – angielska aktorka filmowa i telewizyjna.

## Filmografia

### Seriale
- 1954: Disneyland jako Irene Chesney
- 1964: Ożeniłem się z czarownicą jako Elspeth
- 1972: Maude jako pani Nell Naugatuck
- 1977: Statek miłości jako pani Kitty Pickrel
- 1985: Shadow Chasers jako Melody Lacey

### Filmy
- 1928: The Guns of Loos jako Mavis
- 1950: Kobieta o którą chodzi jako pani Finch
- 1959: Miejsce na górze jako Elspeth
- 1983: Małżeństwo z wyobraźni jako pani Lomax

### Głosy
- 1970: Aryskotraci jako Madame Adelajda Bonfamille
- 1982: Dzielna pani Brisby jako Auntie Shrew

## Nagrody i nominacje
Została uhonorowana nagrodą Złotego Globu, a także została nominowana do Oscara i nagrody BAFTA.